# سامسونگ اس‌سی‌اچ-آی۵۰۰
سامسونگ اس‌سی‌اچ-آی۵۰۰ یک‌نمونه از گوشی‌های تلفن همراه سری I شرکت سامسونگ می‌باشد که توسط همین شرکت به بازار عرضه شده‌است.